# Домбрувка-Подленжна
Домбрувка-Подленжна (пол. Dąbrówka Podłężna) — село в Польщі, у гміні Закшев Радомського повіту Мазовецького воєводства.
Населення — 622 особи (2011).
У 1975-1998 роках село належало до Радомського воєводства.

## Демографія
Демографічна структура станом на 31 березня 2011 року:
|          | Загалом | Допрацездатний вік | Працездатний вік | Постпрацездатний вік |
| -------- | ------- | ------------------ | ---------------- | -------------------- |
| Чоловіки | 323     | 87                 | 205              | 31                   |
| Жінки    | 299     | 74                 | 173              | 52                   |
| Разом    | 622     | 161                | 378              | 83                   |